# Wierchnieoziorskij (obwód archangielski)
Wierchnieoziorskij (ros. Верхнеозёрский) – osiedle w Rosji, w obwodzie archangielskim, w rejonie oneskim. W 2010 liczyło 230 mieszkańców.